# Sydaphera fulva
Sydaphera fulva is een slakkensoort uit de familie van de Cancellariidae. De wetenschappelijke naam van de soort is voor het eerst geldig gepubliceerd in 2002 door Lee & Lan.